# Sarametra triseriale
Sarametra triseriale (A.H. Clark, 1908) è un crinoide comatulida della famiglia Zenometridae. È l'unica specie nota del genere Sarametra .

## Descrizione
Il corpo è caratterizzato da uno schema simmetrico bilaterale.

## Distribuzione e habitat
È diffuso prevalentemente nei mari che circondano l'Australia.